# Blechnum jamaicense
Blechnum jamaicense är en kambräkenväxtart som först beskrevs av Broadh., och fick sitt nu gällande namn av Carl Frederik Albert Christensen. Blechnum jamaicense ingår i släktet Blechnum och familjen Blechnaceae. Inga underarter finns listade.